# 梅川市場站
梅川市場站（：／ Maecheon-sijang yeok */?）是大邱地鐵3號線沿線的一座高架車站，位於韓國大邱廣域市北區梅川洞。

## 車站結構
站體為2面2線側式月台的高架車站，候車月台設有半高式月台門，僅有1處出口。

### 月台配置
| 梅川 ↑ |
| \| 上  |
| ↓ 八達 |

| 月台 | 路線               | 目的地                           |
| ---- | ------------------ | -------------------------------- |
| 上行 | ●大邱都市鐵道3號線 | 梅川、漆谷雲岩、漆谷慶大醫院方向 |
| 下行 | ●大邱都市鐵道3號線 | 八達、西門市場、龍池方向         |

## 歷史
- 2015年4月23日：開通啟用。

## 車站周邊
- 梅川橋
- 梅川漁市場
- 大邱農漁批發市場
- 大邱關門初等學校

## 圖片

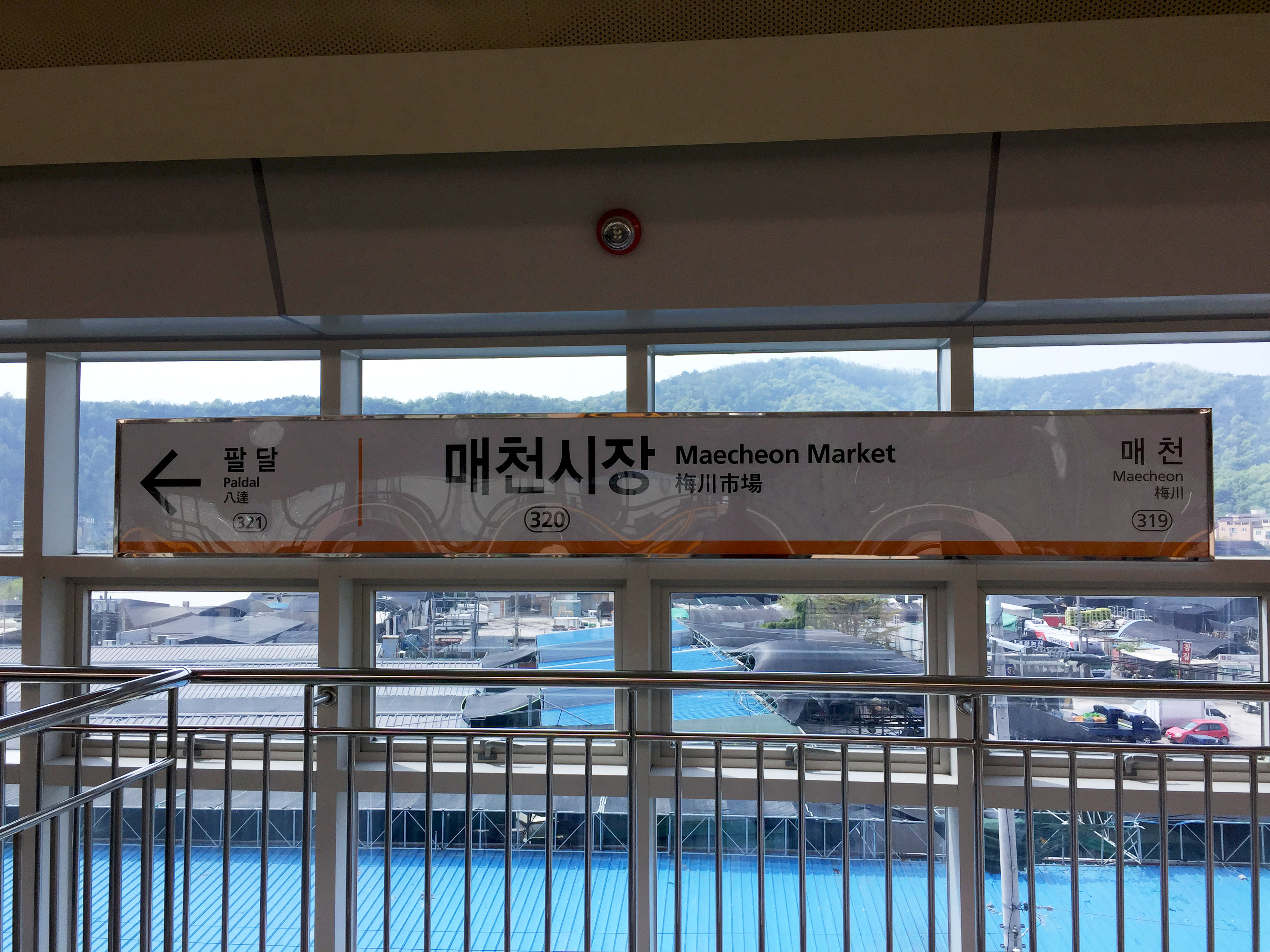
站名牌
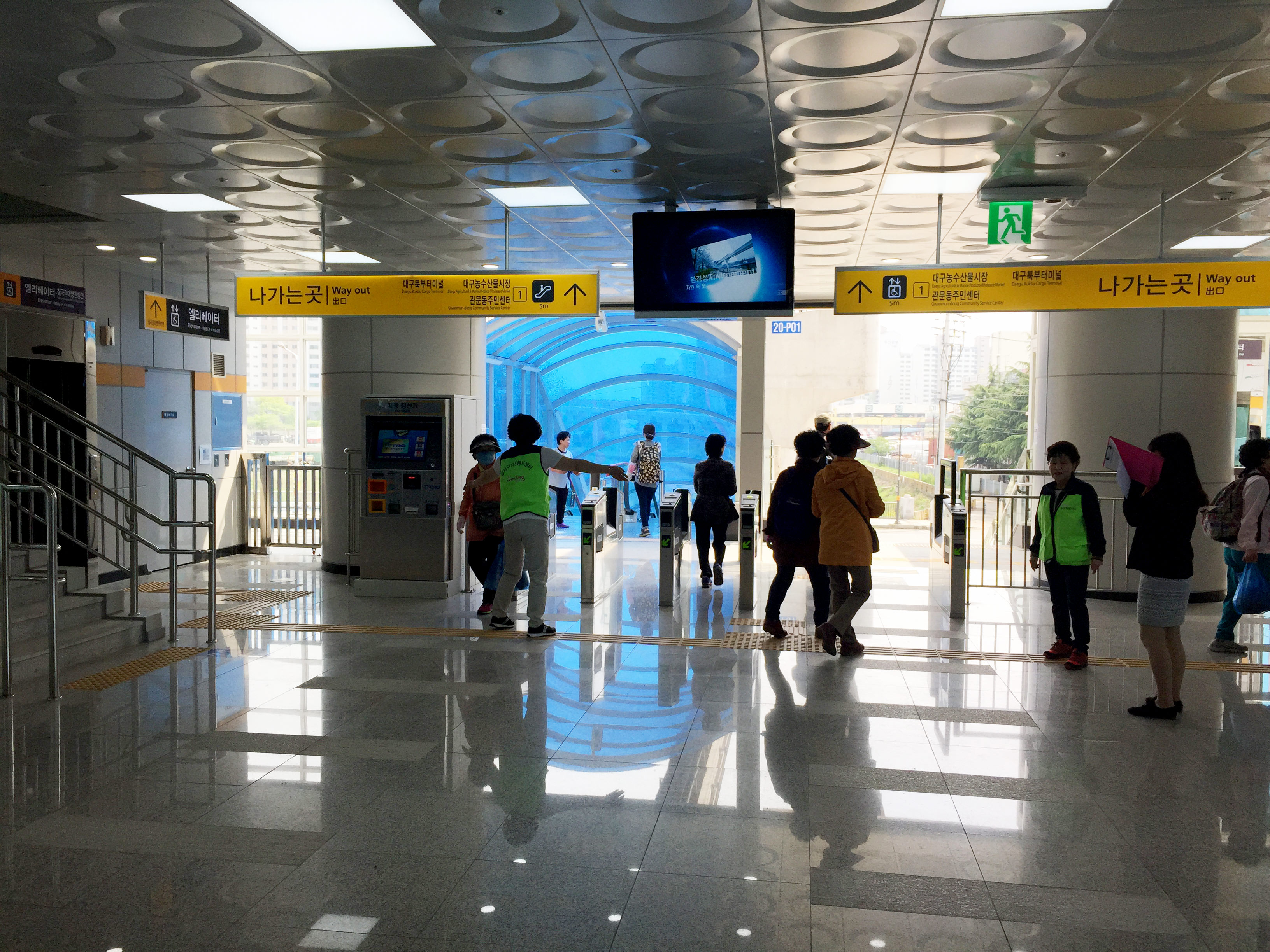
車站大廳
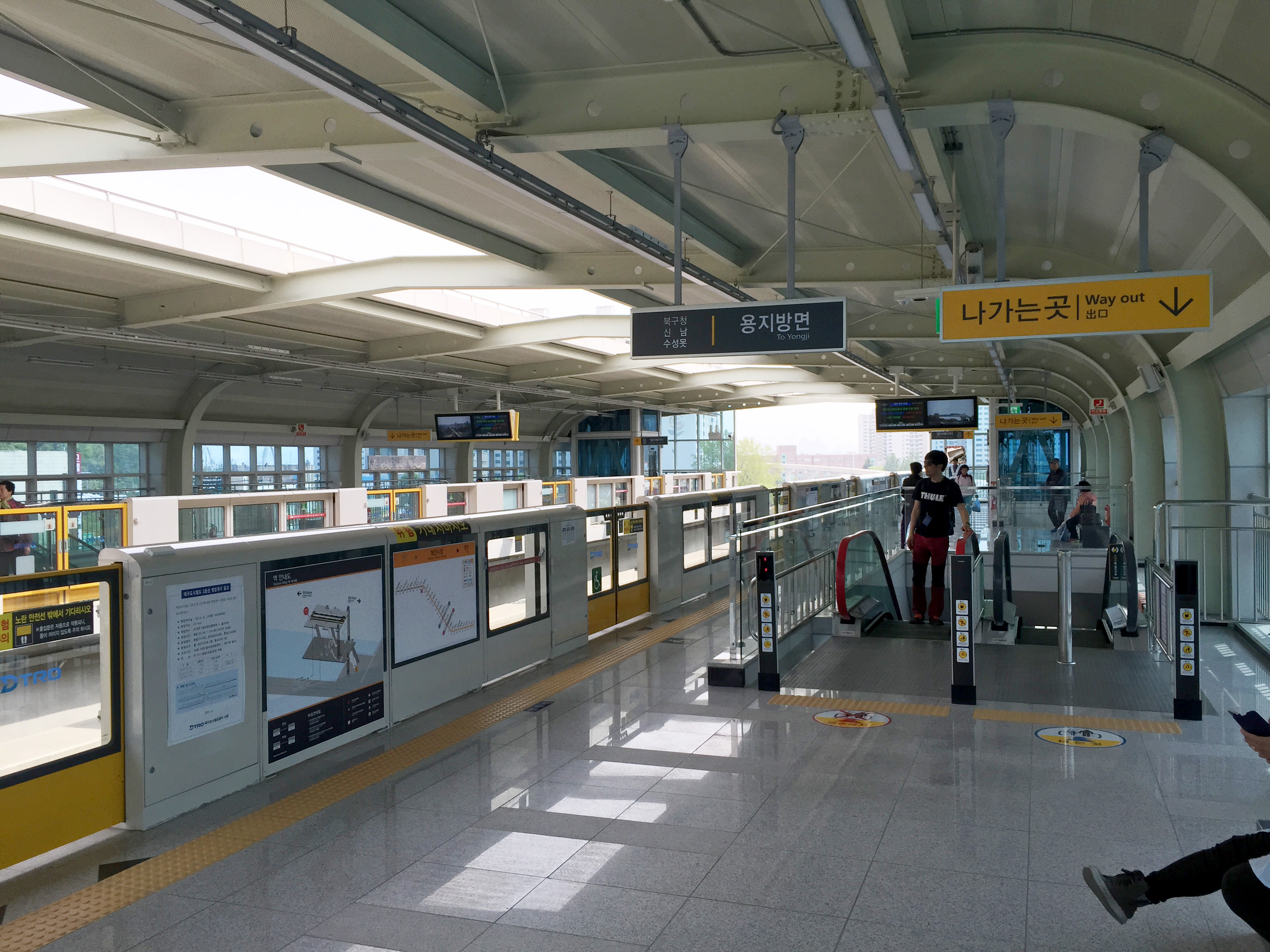
候車月台

## 相鄰車站
大邱都市鐵道公社
●大邱都市鐵道3號線
梅川（319）－梅川市場（320）－八達（321）